# Bloodangel’s Cry
Bloodangel's Cry (рус. «Плач кровавого ангела») — студийный альбом немецкой симфоник-метал-группы Krypteria, выпущенный 19 января 2007 года на лейбле EMI. Альбом добрался до 55 позиции в немецких чартах и достиг 44 строчки в швейцарских.

## Критика
Альбом получил благоприятные отзывы как в Германии, так и за её пределами. Немецкий музыкальный журнал Sonic Seducer назвал альбом «изюминкой» после мини-альбома Evolution Principle. Laut.de отметил богатую инструментальную составляющую, а по мнению норвежского Metal Express Radio альбом хотя и недостаточно оригинален, но выделяется из себе подобных.

## Список композиций
| №   | Название                      | Автор(ы)                        | Длительность |
| --- | ----------------------------- | ------------------------------- | ------------ |
| 1.  | «All Systems Go»              | Чо, Кушнерус, Симонс            | 4:11         |
| 2.  | «The Promise»                 | Чо, Кушнерус, Симонс            | 4:09         |
| 3.  | «Time to Bring the Pain»      | Кушнерус, Симонс                | 4:52         |
| 4.  | «Somebody Save Me»            | Кушнерус, Симонс                | 5:00         |
| 5.  | «Scream»                      | Кушнерус, Симонс                | 4:28         |
| 6.  | «Lost»                        | Кушнерус, Симонс                | 4:38         |
| 7.  | «Out of Tears»                | Чо, Кушнерус, Симонс            | 3:57         |
| 8.  | «I Can't Breathe»             | Кушнерус, Симонс                | 3:22         |
| 9.  | «The Night All Angels Cry»    | Чо, Кушнерус, Симонс, Штюмфолль | 6:45         |
| 10. | «Dream Yourself Far Away»     | Кушнерус, Симонс                | 4:00         |
| 11. | «Sweet Revenge»               | Кушнерус, Симонс                | 4:51         |
| 12. | «At the Gates of Retribution» | Чо, Кушнерус, Симонс            | 10:03        |

## Участники записи
- Джиин Чо — вокал
- Крис Симонс — гитара
- Фрэнк Штюмфолль — бас-гитара
- С. К. Кушнерус — ударные